# Ermesinda Moniz de Ribadouro
Ermesinda Moniz de Ribadouro (antes de 1074 - depois de 1128) foi uma rica-dona medieval do Condado Portucalense.

## Biografia
Ermesinda era filha de Monio Viegas II de Ribadouro, irmão do então senhor de Ribadouro e chefe da família , Ermígio Viegas I de Ribadouro. A sua mãe, Unisco Trastamires, era de origem incerta. 
Ermesinda e os seus irmãos eram provavelmente padroeiros do Mosteiro de Pendorada, fundado pelo seu pai e pelo tio, e que se comprova por um documento de 1123 onde se refere que o padroado do mosteiro é dos descendentes de Monio Viegas e Ermigio Viegas. 
O nome de Ermesinda surge na documentação pela primeira vez em 1074. Parece ter mantido uma mais próxima relação com um dos seus irmãos, Egas Moniz II de Ribadouro, uma vez que, provavelmente por vários serviços que lhe prestou e bens que lhe doou, este, antes de 1081, doa um terço das suas posses ao Mosteiro de Pendorada e o restante é devolvido a Ermesinda, sob condição de, se falecesse com descendência, estes bens deveriam reverter às sobrinhas, filhas de Egas, que confiara também à tutela da irmã. Sabe-se que em 1081 Egas introduziu algumas alterações ao seu testamentoː os dois terços dos seus bens reverteriam antes para a sua viúva, mas se esta casasse de novo, estes então reverteriam para Ermesinda e as filhas dele.
Egas faleceu antes de 1097, pois nesse ano cumprem-se as vontades do seu testamento. Ermesinda fica, de facto a cargo das sobrinhas, que cria como se fossem suas filhas. Como uma recompensa pela sua própria criação, uma delas (e sua homónima), Ermesinda Viegas de Ribadouro, lhe doou os seus bens. 
Ermesinda Moniz parece ter sido devota, ao que corrobora o facto de não ter sido casada, ou não deixar qualquer descendência.
Ermesinda fez testamento em 1109, deixando ao cenóbio de Pendorada bens em Canelas, Cebolido, Oliveira, Pedorido e Raiva; lega à sua irmã Elvira Moniz de Ribadouro alguns haveres em Ordonho, Ufe e Sardourinha. Uma outra beneficiada, pouco expectável, é Gontinha Eres, viúva do seu primo Egas Ermiges de Ribadouro, a quem dá metade de Pousada.
Faleceu provavelmente pouco depois de 1128, ano em que confirma documentação pela última vez. 